# Tomboa
Tomboa (aussi orthographiée Tombwe ou Tombua) est une ville de la province de Namibe en Angola.